# Gottlob Benedict von Schirach
Gottlob Benedict von Schirach (1743-1804) est un historien, écrivain et journaliste allemand.

## Biographie
Né à Tiefenfurth près de Lauban en Lusace, il est professeur de philosophie à l'université d'Helmstedt.
Il fonde en 1780 à Altona un journal politique intitulé Politisches Journal nebst Anzeige von gelehrten und anderen Sachen, qui atteint le tirage élevé de 7 000 à 8 000 exemplaires. Cette publication est à ses débuts conforme à l'esprit des Lumières, mais devient, après la Révolution française, un outil de lutte contre les idées révolutionnaires.
Il est le cousin germain d'Adam Gottlob Schirach.

## Œuvres
- Clavis Poetarum Classicorum, Halle, 1768 ;
- Ioannis Tzetzae Carmina Iliaca nunc primum e codice august edidit, 1770 ;
- Ephemerides literariae Helmstadienses, 1770-1775 ;
- Biographien der Deutschen (« Biographie des Allemands »), 1771-1774 ;
- Über die moralische Philosophie und Schönheit des Lebens, 1772 ;
- Magazin der deutschen Kritik, 1772-1776 ;
- Biographie Kaisers Carls des Sechsten (« Biographie de l'empereur Charles VI »), 1776 ;
- Das dänische Indigenatrecht, 1776 ;
- Biographien des Plutarchs mit Anmerkungen (« Biographie de Plutarque »), 1777 ;
- Historisch-statistische Notiz der Großbrittannischen Colonien in America, mit politischen Anmerkungen, die gegenwertigen Americanischen Unruhen betreffend, 1777.